# Yakovlev AIR-1
Yakovlev AIR-1 là một mẫu máy bay ném bom hạng nhẹ hai chỗ của Liên Xô trong thập niên 1920, đây là máy bay đầu tiên do Aleksandr Sergeyevich Yakovlev thiết kế chế tạo.

## Biến thể
AIR-1
AIR-2
AIR-2S
VVS-3

## Tính năng kỹ chiến thuật (AIR-1)
Dữ liệu lấy từ The History of Soviet Aircraft from 1918 
Đặc điểm tổng quát
- Kíp lái: 2
- Chiều dài: 6.9 m (22 ft 8 in)
- Sải cánh: 8.85 m (29 ft 0 in)
- Diện tích cánh: 18.7 m2 (201 ft2)
- Trọng lượng rỗng: 335 kg (739 lb)
- Trọng lượng có tải: 535 kg (1179 lb)
- Powerplant: 1 × ADC Cirrus, 45 kW (60 hp)

Hiệu suất bay
- Vận tốc cực đại: 140 km/h (87 mph)
- Tầm bay: 1240 km (773 dặm)
- Trần bay: 3850 m (12625 ft)